# Matthias Wahls
Matthias Wahls (ur. 25 stycznia 1968) – niemiecki szachista i pokerzysta, arcymistrz od 1988 roku.

## Kariera szachowa
W roku 1985 zdobył w Telgte tytuł mistrza kraju juniorów, natomiast w 1987 podzielił VI, a w 1988 – V miejsce w mistrzostwach świata juniorów do lat 20. W latach 90. XX wieku należał do ścisłej czołówki niemieckich szachistów, dwukrotnie (1990, 1992) reprezentując narodowe barwy na szachowych olimpiadach. Odniósł szereg sukcesów w turniejach o indywidualne mistrzostwo Niemiec: w 1994 zdobył srebrny medal, a w 1996 i 1996 – medale złote. W 1999 zakwalifikował się do pucharowego turnieju o mistrzostwo świata, w II rundzie przegrywając z Wasilijem Iwanczukiem.
Do największych indywidualnych sukcesów Wahlsa w turniejach międzynarodowych należą m.in. I m. w Hamburgu (1987), II m. w Budapeszcie (1988, za Stefanem Mohrem), I m. w Biel (1989, główny turniej otwarty), dz. I m. w Dortmundzie (1989, turniej B, wspólnie z Olivierem Renetem), I m. w Lucernie (1989), II m. w Hamburgu (1991, za Arturem Jusupowem), dz. II m. w Taastrup (1992, za Curtem Hansenem, wspólnie z Jonny Hectorem), dz. I m. w Berlinie (1994, wspólnie z m.in. Weresławem Eingornem), I m. w Lucernie (1994, międzynarodowe mistrzostwa Szwajcarii), I m. w Bad Endbach (1995), dz. II m. w Hamburgu (1995, za Wiktorem Korcznojem, wspólnie z m.in. Igorem Glekiem, Jörgiem Hicklem, Władimirem Małaniukiem i Christopherem Lutzem) oraz I m. w Hamburgu (1996).
Najwyższy ranking w karierze osiągnął 1 stycznia 1999 r., z wynikiem 2609 punktów dzielił wówczas 62-67. miejsce na światowej liście FIDE, jednocześnie zajmując 4. miejsce wśród niemieckich szachistów.
Jest autorem dwóch książek o tematyce szachowej: Skandinavische Verteidigung (1997, ISBN 3-932861-00-0) oraz Die besten Eröffnungsfallen (2005, ISBN 3-937549-09-9).

## Kariera pokerowa
Od pierwszych lat XXI wieku skoncentrował się na rozgrywkach pokerowych, specjalizując się w odmianie Texas Hold’em.